# 이요사이조역
이요사이조역(일본어: 伊予西条駅 이요사이죠우에키[*])은 일본 에히메현 사이조시에 있는 철도역이다.

## 타는 곳
| 1 | ■ 요산 선 | （상행） | 니하마・가와노에・간온지・마루가메・다카마쓰・오카야마 방면 （특급 모두를 포함） |
| 2 | ■ 요산 선 | （하행） | 이마바리・이요호조・마쓰야마・야와타하마・우와지마 방면 （특급 모두를 포함）     |
| 3 | ■ 요산 선 | （상행） | 니하마・가와노에・간온지 방면 （쾌속 보통으로 제한）                             |
| 3 | ■ 요산 선 | （하행） | 이마바리・이요호조・마쓰야마 방면 （쾌속 보통으로 제한）                         |

## 인접역
| 시코쿠 여객철도 ■ 요산 선   | 시코쿠 여객철도 ■ 요산 선 | 시코쿠 여객철도 ■ 요산 선       |
| --------------------------- | ------------------------- | ------------------------------- |
| Y 30 나카하기 다카마쓰 방면 | 보통                      | 이시즈치야마 Y 32 마쓰야마 방면 |